# 龙凤桥街道
龙凤桥街道，是中华人民共和国重庆市北碚区下辖的一个乡镇级行政单位。

## 行政区划
龙凤桥街道下辖以下地区：
兼善社区、燎原社区、龙凤社区、群兴村、长滩村、龙车村和凤凰村。